# Parauchenoglanis punctatus
Parauchenoglanis punctatus és una espècie de peix de la família dels auquenoglanídids i de l'ordre dels siluriformes.

## Morfologia
- Els mascles poden assolir 41 cm de longitud total.[5][6]

## Hàbitat
És un peix d'aigua dolça i de clima tropical (24 °C-28 °C).

## Distribució geogràfica
Es troba a Àfrica: riu Benito (Guinea Equatorial), conca del riu Ogooué (Gabon) i conca del riu Congo.